# Liste der Naturdenkmale in Dexheim
Die Liste der Naturdenkmale in Dexheim nennt die im Gemeindegebiet von Dexheim ausgewiesenen Naturdenkmale (Stand 1. Mai 2024).

## Naturdenkmale
| Nr.         | Bezeichnung                      | Lage                               | Beschreibung                       | Bild                                    |
| ----------- | -------------------------------- | ---------------------------------- | ---------------------------------- | --------------------------------------- |
| ND-7339-028 | Rosskastanie in der Ortsmitte    | Zöllerstraße, bei Nr. 4 Lage       | Aesculus hippocastanum             | Direkt Bild zu diesem Denkmal hochladen |
| ND-7339-031 | Linde im Anwesen Köhler          | Wörrstädter Straße, bei Nr. 1 Lage | Tilia platiphyllos                 | Direkt Bild zu diesem Denkmal hochladen |
| ND-7339-074 | Kastanie im Anwesen Herrmann     | Dalheimer Straße, bei Nr. 40 Lage  | Aesculus hippocastanum             | Direkt Bild zu diesem Denkmal hochladen |
| ND-7339-076 | Zwei Kastanien im Anwesen Weyell | Bornstraße, bei Nr. 15 Lage        | Aesculus hippocastanum, zwei Bäume | Direkt Bild zu diesem Denkmal hochladen |